# De krab met de gulden scharen (strip)
De krab met de gulden scharen (originele - Franstalige - titel: Le Crabe aux pinces d'or) is het negende album uit de reeks Kuifje-strips van de Belgische tekenaar Hergé (1907-1983).
Er bestaan drie versies van: de originele in zwart-wit uit 1941, een vernieuwde, ingekleurde uit 1943 en een licht aangepaste uit 1963. In 1947 verscheen de eerste Nederlandstalige versie, een vertaling van die uit 1943. In 1981 verscheen een nieuwe Nederlandse vertaling. Een Nederlandse vertaling van de originele zwart-witversie kwam uit in 1990.

## Bekende personages die geïntroduceerd worden
- Kapitein Haddock wordt in dit album geïntroduceerd.
- Oorspronkelijk was ook Allan Thompson in dit verhaal een nieuw personage. Bij de hernieuwde uitgave van De sigaren van de farao in 1955 besloot Hergé echter om Allan ook in dat verhaal een rol te geven. Daarmee is De krab met de gulden scharen in de huidige serie het tweede album waarin Allan voorkomt.

## Verhaal
Kuifje vindt op een dag op straat een conservenblik waarop een krab staat afgebeeld. Er is een klein stukje van het papier afgescheurd. Even later komt hij de detectives Jansen en Janssen tegen, die net bezig zijn een moord op te lossen; bij de haven is het lichaam van een matroos gevonden, die naar alle waarschijnlijkheid geen natuurlijke dood gestorven is. Bij de voorwerpen die op het lichaam van het slachtoffer zijn gevonden ziet Kuifje ineens het ontbrekende stukje papier dat duidelijk bij het conservenblik hoort. Kuifje neemt dit papiertje mee naar huis om het beter te bestuderen. Er blijkt de naam Karaboudjan op te staan. De volgende dag bellen de detectives; ze hebben de matroos geïdentificeerd. Hij heette Herbert Dawes en maakte deel uit van de bemanning van de Karaboudjan, een vrachtschip dat in de haven ligt. Kuifje wil nu het naadje van de kous weten, en hij besluit daarom om aan boord te gaan van dit schip. 
Op het moment dat Kuifje op het punt staat aan boord van de Karaboudjan te gaan pleegt de stuurman van dit schip, Allan Thompson, een aanslag op Kuifjes leven door een kist te laten vallen. De aanslag mislukt op het nippertje. Aan boord komt Kuifje erachter dat het schip opium vervoert in dezelfde conservenblikjes als waarvan hij er een op straat vond. Hij wordt door Allans handlangers gevangengenomen, maar weet te ontsnappen. Hij belandt daarbij per toeval in de kajuit van de kapitein. Deze man, kapitein Haddock, is te goeder trouw. Hij wordt door Allan echter permanent in een dronken toestand gehouden, zodat hij niets ontdekt over de opiumsmokkel. 
Kuifje brengt de kapitein van de toestand op de hoogte en samen weten ze in een sloep te ontsnappen van het schip. Even later worden ze midden op zee beschoten vanuit een watervliegtuig. Kuifje weet de piloten te overmeesteren en zich van het vliegtuig meester te maken. Hij wil samen met Haddock naar Spanje vliegen om daar naar de politie te gaan. Het vliegtuig stort echter neer midden in de Sahara, waarna Kuifje en Haddock aan hun lot zijn overgeleverd. Ze worden gevonden en gered door luitenant Delcourt, officier van het Frans Vreemdelingenlegioen. Delcourt biedt Kuifje en Haddock onderdak op fort Afghar, een Franse buitenpost in Marokko. Op de radio horen ze een bericht dat de Karaboudjan in een storm is vergaan, maar dit lijkt niet erg geloofwaardig. Kuifje en Haddock besluiten hun reis voort te zetten richting de kust.
Na een aanval van Berbers te hebben afgeslagen komen ze aan in Bagghar. Hier herkent Haddock de Karaboudjan, die onder een andere naam aangemeerd blijkt te zijn. Kuifje ziet op straat ook ineens Allan lopen. Het is nu duidelijk dat de opiumbende hier haar hoofdkwartier heeft. Even later ontmaskeren ze in samenwerking met de detectives Jansen en Janssen ook de hoofdman, Omar Ben Salaad, die Allan en zijn bende van de opium voorziet. Ook vinden ze hier weer de bekende opiumbevattende conservenblikjes met de krab erop. 
Uiteindelijk wordt de hele bende ingerekend. Allan weet als laatste van de bandieten te ontkomen, maar Kuifje weet ook hem na een achtervolging te overmeesteren. Kuifje en Haddock keren hierna terug naar België. Hier komen ze een Japanse politieman tegen die aan het begin van het verhaal ook even te zien was. Deze man was de bende toen al op het spoor, maar werd overmeesterd. Hij was eerder toevallig in contact gekomen met de matroos, die uit de school had geklapt.

## Achtergronden
Op het moment dat het verhaal uitkwam, was België bezet door nazi-Duitsland. Hergé moest zich daarom beperken tot een neutraal thema, waardoor de lijn van politieke thema's werd onderbroken, om pas bij Kuifje en het Zwarte Goud te worden voortgezet. Het watervliegtuig in het album is gebaseerd op een Bellanca 31-42 Senior Pacemaker.
Voor de passages in de woestijn baseerde Hergé zich wellicht deels op L'Escadron blanc, een roman uit 1931 van Joseph Peyré. Voor de Karaboudjan stond een schip uit Glasgow model, de Glengarry.

## Publicaties
De ballonstrip werd voor het eerst gepubliceerd in de Waalse krant Le Soir. Het verscheen wekelijks van 17 oktober 1940 tot en met 3 september 1941 in de jeugdbijlage Le Soir Jeunesse, in eerste instantie verdeeld over twee bladzijden met elk drie stroken. Na het opheffen van de jeugdbijlage wegens papierschaarste werd de strip in de krant zelf voortgezet en wel van 23 september 1941 tot en met de uitgave van 18-19 oktober dat jaar. Deze keer verscheen de strip telkens met één strook en in een beduidend kleinere vorm. In 1943 verscheen het album in vierkleurendruk.
Bij publicatie in de Verenigde Staten was Hergé gedwongen om enkele zwarte personages te vervangen door figuren met een andere huidskleur, zie bijvoorbeeld p. 17A2 en p. 53D2. Ook mochten de scènes waar kapitein Haddock rum drinkt niet zodanig worden afgebeeld: hij mocht de flessenhals niet aan de mond zetten (p. 19BC en 25A3-4), omdat dat anders te choquerend voor de Amerikaanse jeugd zou zijn. In de Nederlandse versie vanaf 1963 is dit ook gewijzigd.
De krab met de gulden scharen is het laatste Kuifje-verhaal dat in eerste instantie nog als zwart-witalbum is verschenen.

## Verfilmingen
- In 1947 verscheen de stop-motionfilm De krab met de gulden scharen, die gebaseerd is op dit album.[5] De film werd gemaakt met poppen die frame per frame werden bewogen.
- Samen met Het geheim van de Eenhoorn en De schat van Scharlaken Rackham vormde dit verhaal de basis voor Steven Spielbergs film The Adventures of Tintin: The Secret of the Unicorn uit 2011.

## Kortrijkse versie
In 2013 bracht uitgeverij Casterman het album uit in het Kortrijks dialect, vertaald door vertaler-tolk James Vandermeersch. Er zijn tal van verwijzingen naar de guldensporenstad.